# Рустов
Рустов (азерб. Rustov) — село в Губинском районе Азербайджана. Образует одноимённый муниципалитет. Население всего муниципалитета составляет — 9061 жителей (2009). Является традиционным местом проживания татов.

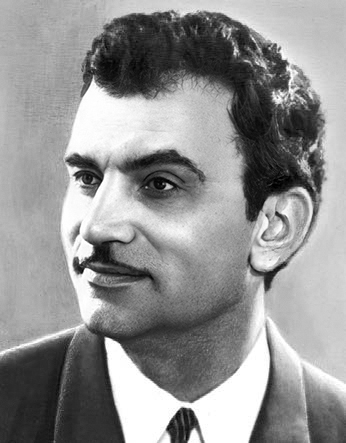
Башир Сафароглу

## Этимология
Название от персидского руста — посёлок, торговый город.
Сара Ашурбейли отмечала: «Равенди для определения крестьян приводит термин рустаи, под которым следует понимать населенную земледельческим людом местность, пользующуюся для сельского хозяйства искусственным орошением. В Кубинском районе, расположенном на территории Ширвана, имеется селение Рустов, жители которого занимались земледелием, как видно, оно получило свое название от Рустаи».

## География
Расположено в предгорьях Большого Кавказа на реке Чигаджукчай, в 18 км к юго-востоку от города Губа.

## Население
Исторически село населяют таты.
Советский иранист Б. В. Миллер, обследовавший татов в 1928 году, относил Рустов к татским суннитским селениям.
По сведениям Азербайджанской сельскохозяйственной переписи 1921 года Рустов являлся селом Кубинского уезда Азербайджанской ССР с преобладающей национальностью таты. Численность населения — 4039 человек (786 хозяйств).
По данным издания «Административное деление АССР», подготовленном в 1933 году Управлением народно-хозяйственного учёта АССР (АзНХУ), по состоянию на 1 января 1933 года в Рустове проживало 1458 человек (287 хозяйств), из них — 778 мужчин и 680 женщин. Весь сельсовет (20 сёл — 5551 человек), центром которого являлся Рустов, на 97,1 % состоял из татов.

## Язык
Советско-российский лингвист А. Л. Грюнберг, совершивший в 1950-х годах экспедиционные поездки в районы расселения татов в Азербайджане, подчёркивал: «В населённых пунктах, расположенных на больших дорогах, таких как Конахкент, Афруджа, Хизы, Рустов, Гендаб, немало людей, для которых скорее можно назвать родным азербайджанский язык, чем татский».

### Известные уроженцы
Уроженцами Рустова являются: Гияседдин Гейбуллаев — азербайджанский историк; Башир Сафароглы — азербайджанский советский актёр театра и кино, Народный артист Азербайджанской ССР (1968); Зарнигяр Агакишиева — азербайджанская актриса, Народная артистка Азербайджана; А. А. Керимов — доктор политических наук, российский политолог.

## История
Предположительно предки современных татов переселились в Закавказье во времена династии Сасанидов (III—VII вв. н. э.), которые для укрепления своих владений строили здесь города и основывали военные гарнизоны.
В XVII веке армяне в Рустове и окрестностях составляли значительную часть населения, и занимались хлебопашеством, скотоводством и виноградарством. Армяне сверх обыкновенной подати платили ещё и налог для иноверцев — «харач». Значительное ухудшение положения армянского населения особенно наблюдалось во время выступлений Дауд-бека и Сурхай хана, отряды которых систематически преследовали армян.
Рустов являлся отдельным магалом в составе Кубинского ханства. Во время русско-персидской войны в 1811 году у Рустова, бывшего резиденцией кубинского Шихали-хана произошло сражение его сил с русскими войсками генерала Хатунцева.
В 1824 году Рустов в числе других семи деревень в Кубинской провинции значился в управлении бывшего бакинского хана — Мирза Мухаммад-хана II.
В «Материалы для изучения экономического быта государственных крестьян Закавказского края» XIX века отмечается, что между крестьянами Рустова и крестьянами соседних сёл часто происходили земельные споры, в частности говорилось, что «Общество села Шудухъ заявило, что помещичьи крестьяне села Рустов захватили изъ его надела около 20 десятин покосной земли».

## Достопримечательности
В селе находятся мечеть 1903 года, руины крепости «Галейе-Суарун» (Крепость Суваров), рустовский могильник. Могильник позднеантичного времени (I—II вв),был обнаружен и частично разрушен в 1972 году во время подготовки основания вышки для нефтяной скважины. В 1974—1976 годах на нём были проведены раскопки.

## Экономика
В Рустове как и во многих окрестных сёлах издавно развито ковроделие. Также развитой отраслью являются садоводство и животноводство. В старину село было известно своим производством арб (повозок) а также деревобработкой и медным производством.